# Axel Springer Preis für jungen Journalismus
Der Axel Springer Preis für jungen Journalismus ist ein jährlich vergebener Journalistenpreis. Er wird von Friede Springer gestiftet und durch die Axel Springer Academy of Journalism & Technology an junge Journalisten vergeben.

## Geschichte und Dotierung

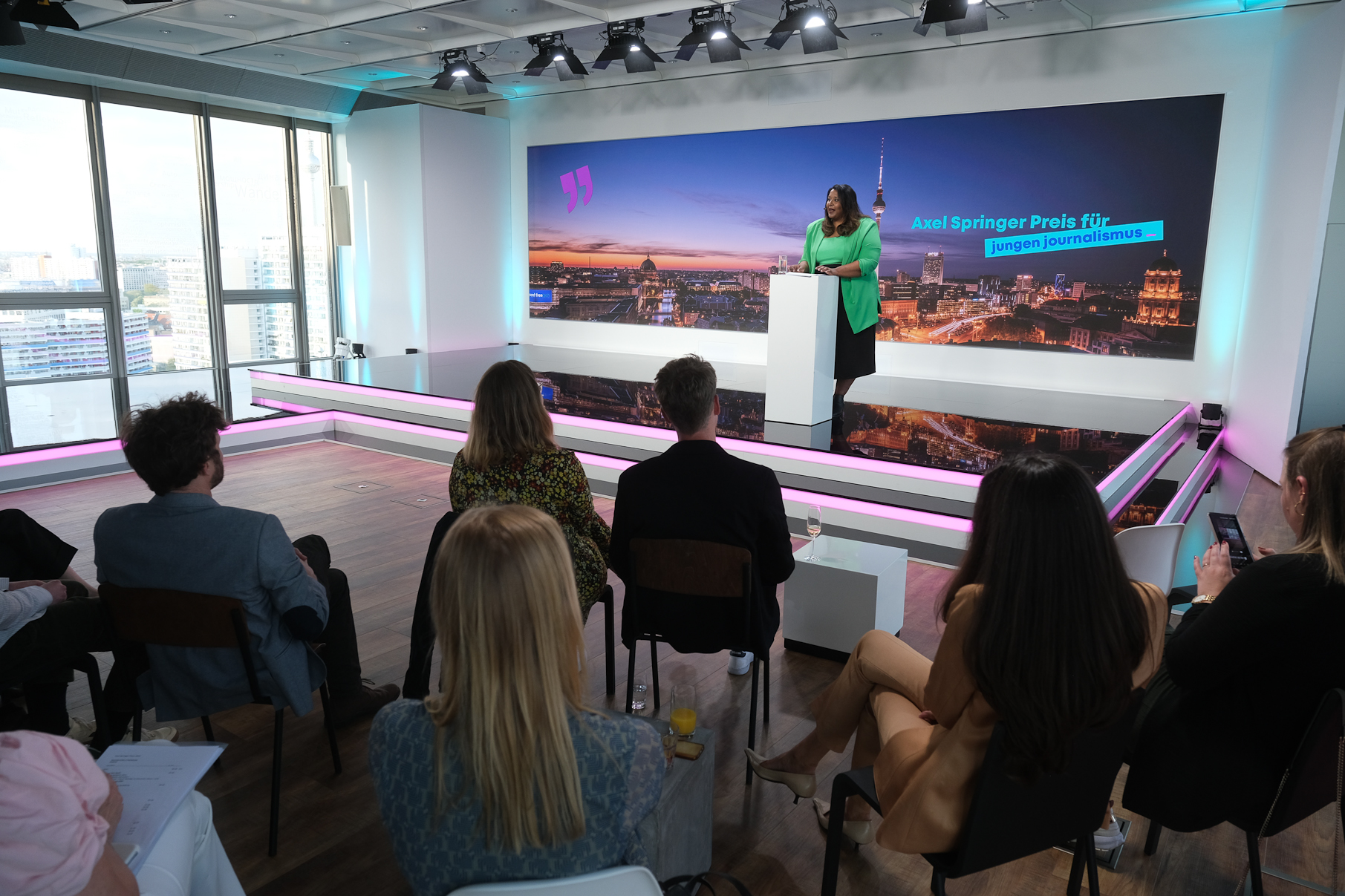
Die Verleihung des Preises

Der Preis wurde im Jahr 1991 zum ersten Mal ausgelobt. Er ist nach dem Gründer und Inhaber der heutigen Axel Springer SE, dem Verleger Axel Springer (1912–1985) benannt. Die Preisverleihung findet jährlich an seinem Geburtstag, dem 2. Mai, in Berlin statt. Zwischenzeitlich wurden die Modalitäten des Preises verändert und aktualisiert. Im Jahr 1999 fand keine Preisverleihung statt. Seit 2001 erfolgt eine Preisvergabe in den vier Kategorien Print, Hörfunk, Fernsehen und Internet. Wegen der Coronakrise wurde der Preis im Jahr 2020 zum ersten Mal in seiner Geschichte digital verliehen.
Für den Preis können Arbeiten eingereicht werden, die im jeweiligen Vorjahr erstmals in einem deutschsprachigen Medium veröffentlicht bzw. von einem deutschsprachigen Sender ausgestrahlt bzw. im Internet veröffentlicht wurden und deren Verfasser zum Veröffentlichungszeitpunkt nicht älter als 33 Jahre waren. Diese Altersgrenze gilt auch für Co-Autoren, die an der Entstehung der Arbeit wesentlich beteiligt waren. In jeder Kategorie kann pro Autor eine Arbeit eingereicht werden, in der Kategorie Print eine Arbeit pro Autor in den drei Rubriken.
Die Beiträge sollen „aktuellen politischen, wirtschaftlichen, kulturellen, sportlichen und/oder gesellschaftlichen Themen“ gewidmet sein.

## Jury und Kuratorium
Jurymitglieder waren bislang unter anderem Gabor Steingart und Nina Grunenberg (Print), Axel Buchholz, Rainer Cabanis, Mercedes Riederer und Carmen Thomas (Hörfunk), sowie Heinz Klaus Mertes, Gerd Ruge, Steffen Seibert, Maria von Welser (TV) und Michalis Pantelouris. Claus Strunz, Hans-Dieter Degler, Carola Ferstl, Jan-Eric Peters (auch Print), Rowan Barnett und Sebastian Turner gehörten zur Internet-Jury.
Dem Kuratorium gehören unter anderem der ehemals Ausgezeichnete Mathias Döpfner sowie Friede Springer an.

## Preisträger

### 1993–1994
Preisträger 1993
- Jürgen Dahlkamp, Journalist
- Christian Kracht (Autor)
- Ildikó von Kürthy (Autorin)

Preisträger 1994
- Mario Kaiser (Journalist)
- Jörg Schönenborn (WDR-Redakteur)
- Peter Pohl (Journalist)
- Christoph Scheule (BR-Korrespondent)
- Stefan Willeke (Journalist)

### 1995–2000
Preisträger 1995
- Kategorie Print: Stephan Haselberger (Welt am Sonntag); Ulf Poschardt (Süddeutsche Zeitung); Antje Potthoff (Der Spiegel)
- Kategorie Hörfunk: Bernd Diestel (Antenne Bayern); Andrea Oster (1 Live); Katrin Prüfig, Maren Lohmann-Puttfarcken, Thorsten Geil, Marc Thomas Spahl (Radio Hamburg)
- Kategorie Fernsehen: Wolfgang Luck; Robert Tasso Pütz (West 3); Ina-Maria Ruck (WDR); Antje Schmidt (ZDF)

Preisträger 1996
- Kategorie Print: Heike Faller (Geo Saison); Christoph Reuter (Geo); Dominik Wichmann (Süddeutsche Zeitung)
- Kategorie Hörfunk: Marina Borovik (Hessischer Rundfunk); Marion Neumann (WDR); Katrin Prüfig, Maren Lohmann-Puttfarcken, Thorsten Geil, Marc Thomas Spahl (NDR)
- Kategorie Fernsehen: Anja Riediger (MDR); Jutta Schilcher, Claudia Wörner (Bayerisches Fernsehen); Holger Trzeczak (Ostdeutscher Rundfunk Brandenburg)

Preisträger 1997
- Kategorie Print: Klaus Brinkbäumer (Der Spiegel); Holger Gertz (Süddeutsche Zeitung); Moritz Rinke (Der Tagesspiegel)
- Kategorie Hörfunk: Alexa Brogli (Radio Z); Dörte Lucht (Radio Brocken); Andreas Otto (Radio ffn)
- Kategorie Fernsehen: Verena Egbringhoff (KiKa); Ina-Maria Ruck (WDR); Boris Weber (RTL)

Preisträger 1998
- Kategorie Print: Susanne Frömel (Die Welt); Florian Hanig (Merian); Annabel Wahba (Süddeutsche Zeitung)
- Kategorie Hörfunk: Daniel Ernst (Radio Regenbogen); Timo Schnitzer (Berliner Rundfunk 91,4); Sandra Schwarte, Henning Orth (DeutschlandRadio)
- Kategorie Fernsehen: Jens Fintelmann, Thomas Seekamp (ARD); Ilka Franzmann (Arte); Gordon Godec (ARD)

Preisträger 1999 (nicht vergeben)
Preisträger 2000
- Kategorie Print: Ralf Eibl (Die Welt); Marcus Jauer (Süddeutsche Zeitung); Mario Kaiser (Die Zeit)
- Kategorie Hörfunk: Stephan Holzapfel (DeutschlandRadio); Oliver Schubert (Antenne Mecklenburg-Vorpommern); Lutz Wilde (Radio Bremen)
- Kategorie Fernsehen: Arne Birkenstock, André Schäfer (ARD); Steffen Schneider (WDR); Marcus Vetter (Südwestfernsehen)

### 2001–2010
Preisträger 2001
- Kategorie Print: Matthias Kalle (Süddeutsche Zeitung); Jana Simon (Der Tagesspiegel); Henning Sußebach (Berliner Zeitung)
- Kategorie Hörfunk: Philip Banse (Deutschlandfunk); Daniela Kahls (MDR Info); Franziska Schiller (DeutschlandRadio)
- Kategorie Fernsehen: Maria Blumencron (ZDF); Jana Matthes, Andrea Schramm (WDR); Anja Reschke, Dietmar Schiffermüller (ARD)
- Kategorie Internet: Jutta Heess (3sat); Sybille Klotz (fibrestar); Ute Schönfelder (Radio Bremen)

Preisträger 2002
- Kategorie Print: Rico Czerwinski (Der Tagesspiegel); Thomas Hahn (Süddeutsche Zeitung); Bas Kast (Der Tagesspiegel)
- Kategorie Hörfunk: Sofie Johanna Donges (Welle hr3); Stephan Holzapfel (DeutschlandRadio); Marc Weiss (Radio NRW)
- Kategorie Fernsehen: Marc Eberle (Arte); Marion Kainz (WDR); Ariane Vuckovic (ZDF)
- Kategorie Internet: Dara Hassanzadeh ZDF; Roman Mischel (onlinejournalismus.de); Alexander Stirn (spiegel.de)

Preisträger 2003
- Kategorie Print: Claudia Fromme (Süddeutsche Zeitung); Christine-Felice Röhrs (Der Tagesspiegel); Anne Zielke (Frankfurter Allgemeine Zeitung)
- Kategorie Hörfunk: Tobias Häusler (Radio NRW); Steffen Prell (Radio Multikulti); Michael Watzke (Antenne Bayern)
- Kategorie Fernsehen: Jan Hinrik Drevs (NDR); Katharina Gugel, Ulf Eberle (ZDF); Christine Thalmann, Jens Rübsam (SFB1)
- Kategorie Internet: Philipp Müller (ZDF.reporter)

Preisträger 2004
- Kategorie Print: Christoph Amend (Der Tagesspiegel); Catrin Barnsteiner (Die Welt); Roland Schulz (Die Zeit)
- Kategorie Hörfunk: Alexander Baltz (Radio Schleswig-Holstein); Frank Kühn (WDR); Dirk Steinmetz (BLR & RadioDienst)
- Kategorie Fernsehen: Matthias Frickel (Deutsche Welle); Gunther Hainke (ZDF); Frank Kleemann (ProSieben)
- Kategorie Internet: Carola Padtberg (ZDF); Elise Schirrmacher (WDR); Marcus Schuster (ZDF)

Preisträger 2005
- Kategorie Print: Adam Soboczynski (Die Zeit); Mathias Plüss (Weltwoche); Sandra Schulz (mare)
- Kategorie Hörfunk: Ralph Erdenberger (WDR); Jürgen Bangert (Radio NRW); Simone Roßkamp (RBB)
- Kategorie Fernsehen: Eric Friedler; Henning Rütten (beide ARD); Sanja Hardinghaus (RTL)
- Kategorie Internet: Sebastian Christ, Manuel J. Hartung, Alexander Krauss, Daniel Opper, Christina Stefanescu, Christian Störmer (Redaktion streitBar.org); Boris Inanici (ARD); Steffen Leidel (Deutsche Welle)

Preisträger 2006
- Kategorie Print: Lara Fritzsche (Kölner Stadt-Anzeiger), Steffen Kraft (Süddeutsche Zeitung), Dimitri Ladischensky (mare)
- Kategorie Fernsehen: Monika Schäfer (ARD), Ariane Reimers (WDR), Andreas Postel (ZDF)
- Kategorie Hörfunk: Julia Zöller (BR), Jochen Hubmacher (SWR), Michael Beisenherz (Radio NRW)
- Kategorie Internet: Katrin Meyer (ZDF), Christoph Scheuermann (WDR), Helge Bendl/Klaus Kranewitter (stern)

Preisträger 2007
- Kategorie Print: Karsten Kammholz (Berliner Morgenpost), Kai Feldhaus (Bild-Zeitung), Markus Feldenkirchen (Der Spiegel)
- Kategorie Fernsehen: Juliane Fliegenschmidt, Julia Friedrichs, Eva Müller (ARD), Dirk Laabs (arte), Christian Rohde (NDR)
- Kategorie Hörfunk: Kilian Kirchgeßner (Deutschlandfunk), Marko Rösseler (WDR 2), Philipp Roggenkamp
- Kategorie Internet: Lars Abromeit (geo.de), Florian Güßgen (stern.de), Redaktionsteam jetzt.de (jetzt.de)

Preisträger 2008
- Kategorie Print: Axel Lier (Berliner Morgenpost); Julian Reichelt (BILD); Barbara Hardinghaus (Der Spiegel)
- Kategorie Fernsehen: Chiara Sambuchi (ZDF); Katharina Wolff (ARD); Benjamin Cantu
- Kategorie Hörfunk: Julia Friese (RBB); Marlis Schaum (WDR 5); Meral Al-Mer (RBB)
- Kategorie Internet: Sebastian Göllner (sport.ard.de); Kathrin Klöpfer und Julia Kiehne (heute.de); Stephanie Lachnit (einslive.de)

Preisträger 2009
- Kategorie Print: Jürgen Bock (Stuttgarter Nachrichten), Jan Grossarth (Frankfurter Allgemeine Zeitung), Alice Bota (Die Zeit)
- Kategorie Fernsehen: Rebecca Gudisch, Tilo Gummel (WDR), Florian Bauer (ARD), Lutz Ackermann, Anita Blasberg, Marian Blasberg (ZDF)
- Kategorie Hörfunk: Anne Allmeling, Elif Şenel (WDR 5), Ulrike Jährling (Deutschlandradio Kultur), Christoph Pfaff, Anneli Beyer (delta radio)
- Kategorie Internet: Sebastian Christ (stern.de), Team 4 der Axel-Springer-Akademie (macht-maschine.de), Patrick Gensing (npd-blog.info)

Preisträger 2010
- Kategorie Print: Johannes Bruggaier (Mediengruppe Kreiszeitung), Karen Krüger (Frankfurter Allgemeine Zeitung), Johannes Gernert (Sonntaz)
- Kategorie Fernsehen: Laetitia von Bayer (ZDF Neo), Timo Großpietsch (NDR), Dennis Gastmann, Thomas Hipp, Marco Lange, Matthias Sdun (NDR)
- Kategorie Hörfunk: Magdalena Bienert (RBB), Sven Preger (WDR), Jörg-R. Schneider (RBB)
- Kategorie Internet: Volker Denkel, Katharina Wilhelm (hr online), Niklas Schenck (faz.net), Jan Hendrik Hinzel, Simon Kremer, Marc Röhling (Souk-Magazin)
- Sonderpreis 20 Jahre Mauerfall: Marc Baron, Katharina Eißner, Sarah Fenske, Julia Finger, Jennifer Fuhr, Maria Gerber, Judith Innerhofer, Matthias Kluckert, Celine Lauer, Nina Paulsen, Simon Pausch, Karolin Schneider, Thore Schröder, Sophia Seiderer, Kristof Stühm, Sabrina Treisch, Sonja Vukovic, Johannes Wiedemann, Oriana zu Knyphausen („LITTLE BERLIN – Ein Dorf deutscher Geschichte“, www.littleberlin.de)
- Sonderpreis 20 Jahre Mauerfall (herausragende Leistung)[3][4]: Sabrina Ehrle, Patricio Farrell, Pierre-Christian Fink, Ralf Fischer, Gianna Grün, Julia Hahn, Lena Jakat, Johannes Jolmes, Wolfgang Kerler, David Klaubert, Oskar Piegsa, Carmen Reichert, Jade-Yasmin Tänzler, Insa Winter („zwanzig nach – das Magazin zum Mauerfall“[5])

### 2011–2020
Preisträger 2011
- Kategorie Print:
  - Lokale/Regionale Beiträge: Katrin Blum (Stuttgarter Zeitung)
  - Überregionale/Nationale Beiträge: Alard von Kittlitz (Frankfurter Allgemeine Zeitung)
  - Wochen-/Monatspublikationen: Gerald Drißner (Magazin Datum)
- Kategorie Fernsehen:
  - 1. Preis: Fritz Ofner (3sat)
  - 2. Preis: Anke Humold (NDR)
  - 3. Preis: Basil Honegger (SF 1)
- Kategorie Hörfunk:
  - 1. Preis: Tina Hüttl (Deutschlandradio Kultur)
  - 2. Preis: Carolin Courts (WDR 5)
  - 3. Preis: Nadine Dietrich (Deutschlandfunk)
- Kategorie Internet:
  - 1. Preis: Michael Hauri (2470media.eu)
  - 2. Preis: Felix Zeltner (tonspur.arte.tv)
  - 3. Preis: Maria Marquart, Ole Reißmann (Spiegel Online)

Preisträger 2012
- Kategorie Print:
  - Lokale/Regionale Beiträge: Michael Bee (Berliner Morgenpost)
  - Wochen-/Monatspublikationen: Britta Stuff (Welt am Sonntag) & Carolin Pirich (Die Zeit)
- Kategorie Fernsehen:
  - 1. Preis: Marcel Mettelsiefen (SWR)
  - 2. Preis: Juliane Möcklinghoff (NDR)
  - 3. Preis: Christian Wilk (ZDF)
- Kategorie Hörfunk:
  - 1. Preis: Helene Pawlitzki (WDR 5)
  - 2. Preis: Katja Garmasch (1Live)
  - 3. Preis: Nora Sevbihiv Sinemillioglu (SWR2)
- Kategorie Internet:
  - 1. Preis: Julius Tröger, Annika Bunse (morgenpost.de)
  - 2. Preis: Marcel Mettelsiefen, Jonathan Stock (Spiegel Online)
  - 3. Preis: Anna Jockisch (2470 Media)
  - Herausragende Leistung: Sven Stockrahm (Zeit Online)

Preisträger 2013
- Kategorie Print:
  - Lokale/Regionale Beiträge: Oliver Hollenstein (Süddeutsche Zeitung)
  - Überregionale/Nationale Beiträge: Daniel Etter (Frankfurter Allgemeine Zeitung)
  - Wochen-/Monatspublikationen: Karin Prummer (Financial Times Deutschland)
- Kategorie Fernsehen:
  - 1. Preis: Michael Strompen, Jo Schück (ZDF)
  - 2. Preis: Programmvolontäre des WDR (WDR)
  - 3. Preis: Roman Lehberger (RTL)
- Kategorie Hörfunk:
  - 1. Preis: Felicitas Reichold (SWR2)
  - 2. Preis: Till Krause (Bayern 2)
  - 3. Preis: Anna Mayrhauser (SWR2)
- Kategorie Internet:
  - 1. Preis: Amrai Coen, Bernhard Riedmann (Der Spiegel/Vimeo.com)
  - 2. Preis: Team 11 der Axel Springer Akademie (zoom-berlin.com)
  - 3. Preis: Georg Eckelsberger, Fabian Lang, Paul Pölzlbauer, Florian Skrabal und Sahel Zarinfard (dossier.at)

Preisträger 2014
- Kategorie Print:
  - Lokale/Regionale Beiträge: Christopher Kissmann (Magdeburger Volksstimme)
  - Überregionale/Nationale Beiträge: Veronica Frenzel (Der Tagesspiegel)
  - Wochen-/Monatspublikationen: Amrai Coen (Die Zeit)
- Kategorie Fernsehen:
  - 1. Preis: Maryam Bonakdar, Anika Giese (NDR)
  - 2. Preis: Diana Voigtländer, Nadja Mönch (MDR)
  - 3. Preis: Eva-Maria Lemke (ZDF)
- Kategorie Hörfunk: Anna Osius (WDR 5) & Christiane Hawranek, Marco Maurer (B5 aktuell)
- Kategorie Internet:
  - 1. Preis: David Bauer, Amir Mustedanagic, Philipp Loser (tageswoche.ch)
  - 2. Preis: Tilo Jung (Jung & Naiv)
  - 3. Preis: Paul Blickle, Christian Groß (zeit.de) & Team 13 der Axel Springer Akademie (wahllos.de)

Preisträger 2015
- Kategorie Print:
  - Lokale/Regionale Beiträge: Daniel Gräber (Der Sonntag)
  - Überregionale/Nationale Beiträge: Massimo Bognanni (Handelsblatt)
  - Wochen-/Monatspublikationen: Anne Kunze (Die Zeit)
- Kategorie Fernsehen:
  - 1. Preis: Philipp Grüll (BR)
  - 2. Preis: Sarah Judith Hofmann, Jan Bruck (DW)
  - 3. Preis: Christin Gottler, Sejla Didic-Pavlic (WDR)
- Kategorie Hörfunk:
  - 1. Preis: Mareike Aden (Deutschlandfunk)
  - 2. Preis: Manfred Götzke (Deutschlandfunk)
  - 3. Preis: Tobias Brodowy (WDR 5)
- Kategorie Internet:
  - 1. Preis: Isabelle Buckow, Christian Werner (sueddeutsche.de)
  - 2. Preis: Jonathan Sachse, Daniel Drepper, Stefan Wehrmeyer (correctiv.org)
  - 3. Preis: Stefanie Fetz, Sammy Khamis (strytv)

Preisträger 2016
- Gold: Bastian Berbner (Die Zeit)
- Silber: Ronja von Rönne (Welt am Sonntag) – Preis abgelehnt[11]
- Bronze: Dominik Stawski (stern crime)
- Kategorie Investigative Recherche: Bastian Schlange (Correctiv)
- Kategorie Visualisierung: Paul Ronzheimer (bild.de)

Preisträger 2017
- Gold: Lena Niethammer (Der Tagesspiegel)
- Silber: Tarek Khello & Christian Werner (Fakt)
- Bronze: Hannes Vollmuth (Süddeutsche Zeitung)
- Kategorie Investigative Recherche: Björn Stephan (Süddeutsche Zeitung Magazin)
- Kategorie Visualisierung: Team 20 der Axel Springer Akademie (sachor jetzt!)[13]

Preisträger 2018
- Gold: Barbara Bachmann für „Sex, Lügen und YouTube“ (Reportagen, 6. April 2017)
- Silber: Ann-Katrin Müller für „Vater unser“ (Der Spiegel, 30. Dezember 2017)
- Bronze: Nora Gantenbrink für „Ein ganzes Leben“ (Stern, 17. August 2017)
Johannes Böhme für „Sorgenkinder“ (SZ-Magazin, 7. Juli 2016)
- Kategorie Kreative Umsetzung: Team 22 der Axel Springer Akademie für „Alyom, Syriens Kinder, das Giftgas & wir“
- Kategorie Investigative Recherche: Stefanie Dodt für „Komplizen? VW und die brasilianische Militärdiktatur“ (ARD, 24. Juli 2017)
- internationaler Sonderpreis: Ján Kuciak

Preisträger 2019
- Gold: Anna Feist für „Menschenschmuggler – Das Geschäft mit den Flüchtlingen“ (ZDFinfo, 24. August 2018)
- Silber: Paul Middelhoff für „Was ist aus euch geworden?“ (Die Zeit, Nr. 31/2018, 26. Juli 2018, S. 8–9)
- Bronze: Elisa Britzelmeier für „Der tote Junge im Baum“ (Süddeutsche Zeitung, 2. Juli 2018)
- Kategorie Unterhaltung und Humor: Daniel Sprenger für mehrere Beiträge in der Rubrik „Realer Irrsinn“ in Extra 3 (NDR)
- Kategorie Kreative Umsetzung: Christina Metallinos, Helene Reiner, Tobias Schiessl, Sophie von der Tann und Ann-Kathrin Wetter für „Die News-WG“ (Bayerischer Rundfunk auf Instagram)

Preisträger 2020
- Gold: Miguel Helm für „Sie ist 13, er 52“ (Die Zeit Dossier, Nr. 27/2019, 27. Juni 2019, S. 13–15)
- Silber: Alexandra Rojkov für „202499“ (Süddeutsche Zeitung Magazin, Nr. 35/2019, 29. August 2019, S. 8–15)
- Bronze: Jonas Breng für „Doktor Gammel holt ein Kind“ (stern Extra. Zeit für Helden. 01/2019. S. 34–49)
- Kategorie Unterhaltung und Humor: Esra Karakaya für Karakaya Talk (YouTube-Talkshow von Funk)
- Kategorie Lokaljournalismus: Jörn Zahlmann für Beitragsserie „Zeitsprung“ der Elbe-Jeetzel-Zeitung
- George Weidenfeld-Sonderpreis: Manisha Ganguly für den Einsatz von Open-Source-Technologien im Investigativjournalismus

### 2021–2024
Preisträger 2021
- Gold: Alina Schulz für „Ungewollt nackt im Netz – Wer demütigt Frauen öffentlich auf Pornoseiten?“ (Y-Kollektiv)
- Silber: Erica Zingher für „Was wächst auf Beton?“ (taz)
- Bronze: Björn Stephan für „Tief im Verborgenen“ (Süddeutsche Zeitung Magazin)
- Kategorie Unterhaltung und Humor: das Team Juliane Wieler, Friederike Schicht und Daniela Woytewicz (Podcast „KOHL KIDS“, Koproduktion von Westdeutschem Rundfunk (WDR) und Mitteldeutschem Rundfunk (MDR))
- Kategorie Digitale Umsetzung: Sebastian Koch (Podcast vom Mannheimer Morgen „Ppppodcast-Der Podcast von Stotternden für Stotternde“)
- Kategorie Lokaljournalismus: Henning Rasche für „31 Tage“ (Rheinische Post)
- George Weidenfeld-Sonderpreis: Kazjaryna Andrejewa und Darja Tschulzowa (Journalistinnen von Belsat TV, die in Belarus inhaftiert sind)[16]

Preisträger 2022
- Gold: Lucas Stratmann, Katharina Schiele „Kevin Kühnert und die SPD“ (NDR-Fernsehen)
- Silber: Amonte Schröder-Jürss „Alle für einen“ (Süddeutsche Zeitung Magazin)
- Bronze: Nora Voit, Maria Christoph „Gruß aus der Küche“ (Die Zeit)
- Kategorie Unterhaltung und Humor: André Dér-Hörmeyer, Benedikt Dietsch, Simon Garschhammer, Janne Knödler „Wild Wild Web – Die Kim Dotcom Story. Folge 1: Wer ist Kimble?“ (Bayerischer Rundfunk)
- Kategorie Lokaljournalismus: Anna Westkämper, Paul Gross „Wir sehen viel Leid, das vermeidbar wäre“ (Kölner Stadt-Anzeiger)
- George Weidenfeld-Sonderpreis: Alla Koshlyak, Reporterin für Radio NV in Kiew. Sie berichtet täglich für den Sender Radio NV aus einem Studio in Kiew. Weil es immer gefährlicher wird rauszugehen, wohnt sie in der Redaktion. Aufhören kommt für Alla Koshlyak nicht in Frage.

Preisträger 2023
- Politik und Wirtschaft: Marcel Laskus, „Unser Leben nach dem Tod“, Süddeutsche Zeitung Magazin
- Wissenschaft und Zukunft: Lea Oetjen „Der letzte Schluck“, Mindener Tageblatt
- Unterhaltung: Alexander Gutsfeld "Narcoland – Das Meth-Kartell im Dreiländereck, Aachener Zeitung/Aachener Nachrichten
- Beste Teamleistung: Lukas Sam Schreiber, Tim Kleikamp, Vincent Oliva, Lenz Domingo Faas, Martin Schlak, Podcast-Serie: OnePodWonder/stern/RTL+
- George-Weidenfeld-Preis: Asami Terajima – junge 22-jährige Reporterin, die für „The Kyiv Independent“ schrieb und nach dem Angriff auf die Ukraine in die Kriegs-Berichterstattung einstieg

Preisträger 2024
- Zukunft: Sabrina Patsch, „Der Oppenheimer-Moment“, Tagesspiegel
- Analyse und Hintergrund: Charlotte Köhler, „625 Gramm Leben“, Geo Magazin
- Politik und Wirtschaft: Sarah Heuberger, Marie Hecht, Jannik Werner, „Cashburners: Die Gorillas-Story“, Gründerszene
- Beste Teamleistung: Alexander Gutsfeld, Simon Garschhammer, Leon Waterkamp, Chris Kalis, Leonhard Pleser, „Das Lederhosen Kartell“, Studio Bummens
- Unterhaltung: Sara Geisler, „War früher alles besser? Oder wirklich alles schlechter?“, Der Standard
- George-Weidenfeld-Preis: Trey Yingst, hat als einer der ersten Journalisten nach dem 7. Oktober aus dem Gazastreifen berichtet